# Скаредінка
Скаре́дінка (рос. Скарединка) — присілок у складі Голишмановського міського округу Тюменської області, Росія.
Населення — 128 осіб (2010, 116 у 2002).
Національний склад станом на 2002 рік:
- росіяни — 94 %